# 伯班克华纳兄弟片场
伯班克華納兄弟片場（英語：Warner Bros. Studios Burbank）是一個位於美國加利福尼亞州伯班克市的重要電影製作設施，其由華納兄弟娛樂公司所有並負責運營。該片場由第一全國影業修建；原因在於他們於1926年從純粹的電影發行公司涉足電影製片業務，而為滿足其業務的擴展而需要修建拍攝場地。

## 主要設施

### 主幹影棚
| 影棚編號   | 著名作品                                                                                                 | 使用面積                      | 備註                               |
| ---------- | --- | ----------------------------- | ---------------------------------- |
| 1號攝影棚  | - 《生活大爆炸》（2007年—2019年） - 《艾倫秀》（2008年—2022年） - 《珍妮佛·哈德森秀》（2022年—迄今）     | 10,791平方英尺（1,002.5平方） | 也被稱為“艾倫影棚”。               |
| 2號攝影棚  | | 10,682平方英尺（992.4平方）   |                                    |
| 3號攝影棚  | - 《愛麗絲》（1976年—1985年） - 《爵士樂手》（1998年） - 《午夜獵物》（1992年） - 《怒火風暴》（1993年） | 10,791平方英尺（1,002.5平方） | 1935年至1936年期間建成。           |
| 4號攝影棚  | - 《銀翼殺手》（1982年）                                                                                 | 16,875平方英尺（1,567.7平方） |                                    |
| 5號攝影棚  | - 《老友記》（1994年—1995年） - 《人人都愛雷蒙德》（1996年—2005年） - 《俏媽新上路》（2006年—2012年）    | 14,850平方英尺（1,380平方）   | 《老友記》第二季更換至24號攝影棚。 |
| 6號攝影棚  | | 14,985平方英尺（1,392.2平方） |                                    |
| 7號攝影棚  | | 14,715平方英尺（1,367.1平方） |                                    |
| 8號攝影棚  | - 《夜長夢多》（1946年）                                                                                 | 16,740平方英尺（1,555平方）   |                                    |
| 9號攝影棚  | - 《夜間法庭》（1984年—1992年）                                                                          | 16,740平方英尺（1,555平方）   |                                    |
| 10號攝影棚 | - 《真實》（2013年—2022年） - 《夜間法庭》（2023年—迄今）                                                | 16,875平方英尺（1,567.7平方） |                                    |

### 錄音棚
伯班克華納兄弟片場錄音棚被稱為“伊斯特伍德錄音棚（Eastwood Scoring Stage）”，該電影配樂錄音棚擁有96通道的AMS Neve 88RS-SP調音台。該錄音棚的名字為致敬克林特·伊斯特伍德。

### 博物館
華納兄弟博物館於1996年在片場開幕。

## 歷任租戶

### 現任租戶
| - 華納兄弟影業（自1926年起） - 華納兄弟電視工作室（自1955年起） - 華納兄弟家庭娛樂（自1978年起） - 華納兄弟動畫（自1980年起） - 華納兄弟遊戲（自2004年起） - CW電視網（自2006年起） | - 新線影業（自2014年起） - 華納兄弟影業動畫（自2013年起） - DC娛樂（自2015年起） - DC工作室（自2016年起） - 卡通頻道工作室（自2023年起） |

### 曾經租戶
- 哥倫比亞影業（1972年—1990年）
- 哥倫比亞影業電視（英语：Columbia Pictures Television）（1974年—1995年）
- 哥倫比亞影業家庭娛樂 / RCA—哥倫比亞影業家庭視頻 / 哥倫比亞三星家庭娛樂（1978年—1995年）
- 三星影業（1982年—1990年）
- 三星電視（英语：TriStar Television）（1982年—1988年；1991年—1995年）
- WB電視網（1993年—2006年）
- 傳奇影業（2000年—2014年）

## 外部連接
- 官方网站